# Helmand (provins)
Helmand (persiska och Pashto: هلمند) är en av de 34 provinserna i Afghanistan. Den ligger i den sydvästra delen av landet. Provinsens huvudstad är Lashkar Gah. Helmandfloden flyter genom den i huvudsak ökenaktiga regionen och försörjer den med vatten som bland annat används för konstbevattning.
Befolkningsantalet är 745 000 och markytan är 58 584 km². Befolkningen utgörs i huvudsak av pashtuner, men även av minoritetsfolket balucher.
I olika nyhetsartiklar publicerade i juni 2007 sades Helmand ensamt stå för 42 % av världens opiumtillverkning. Detta är mer än hela Myanmar som efter Afghanistan är världens andra mest opiumproducerande land.

## USAID-program
Helmand var mottagare av ett amerikanskt utvecklingsprogram på 1960-talet. Provinsen kallades till och med för "lilla Amerika". Programmet byggde trädkantade gator i huvudstaden Lashkar Gah, konstruerade ett nätverk med konstbevattnande kanaler och uppförde en stor kraftverksdamm. När kommunisterna tog makten 1978 övergavs programmet.
På senare tid har USAID-programmet bidragit till ett narkotika-motverkande initiativ kallat "the Alternative Livelihoods Program (ALP)". Det betalar samhällen för att förbättra deras miljö och ekonomiska infrastruktur som alternativ till odling av opievallmo. Projektet inkluderar dränering och kanaluppbyggnad. Under 2005 och 2006 har det förekommit problem med att få fram de utlovade pengarna till samhällen och detta är en orsak till väsentlig spänning mellan farmare och koalitionstrupperna.

## Militära operationer

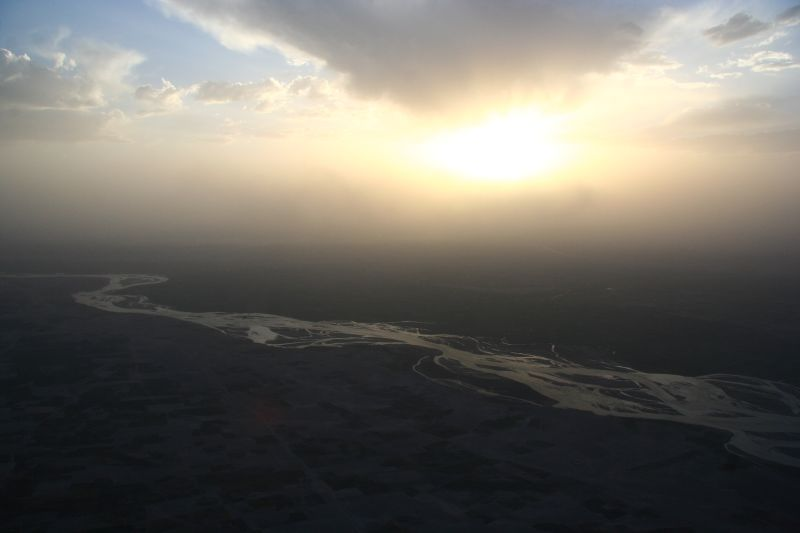
Vy över Sangindalen (2007)

Den 27 januari 2006 meddelade det brittiska parlamentet att Natos ISAF-stryka skulle ersätta de amerikanska trupperna i provinsen, som en del i "Operation Herrick". Den brittiska 16:e luftanfallsbrigaden ("The British 16th Air Assault Brigade") skulle utgöra kärnan av styrkan i provinsen. Brittiska baser finns i städerna Sangin, Lashkar Gah och Gereshk.
Under sommaren 2006 var Helmand ett av de distrikt som var involverade i ett kombinerat Nato-afghanskt uppdrag kallat Operation Mountain Thrust, riktat mot talibankrigare i södra delen av landet. I juli 2006 stannade operationen mer eller mindre upp i Helmand då Nato, främst brittiska och afghanska trupper, tvingades inta allt mer defensiva positioner på grund av kraftiga rebellattacker. Som svar ökade antalet Brittiska trupper och nya militärläger upprättades i Sangin och Gereshk. Striderna har varit särskilt hårda i städerna Sangin, Naway, Nawzad och Garmsir. Rapporter hävdar att Talibanerna ser Helmandprovinsen som ett nyckelområde för att testa deras möjligheter att ta över och hålla afghanskt territorium från Nato och trupper från den afghanska armén . Landbaserade befälhavare har beskrivit situationen som den mest brutala konflikten som den brittiska armén har varit involverad i sedan Koreakriget.
På hösten 2006 började brittiska trupper teckna avtal för "upphörande av fientligheter" med lokala talibantrupper runt centrumen i distrikten där de blivit stationerade tidigare på sommaren . Enligt avtalet skulle båda parter dra sig ut konfliktzonen. Detta avtal från de brittiska trupperna tyder på att strategin att hålla nyckelbaser i distriktet, som blivit efterfrågat av Hamid Karzai, är i princip ohållbar med nuvarande antal brittiska trupper. Avtalet är också en motgång för talibankrigare, som desperat försökte förena sina tillgångar i provinsen, men är under hårt tryck från olika Natooffensiver.
Nyhetsrapporter identifierade rebellerna involverade i striderna som en blandning av talibankrigare och krigande stammar, främst Ishakzai och Alikozai, som är mycket inblandade i provinsens lukrativa opiumhandel .
Striderna fortsatte igenom vintern då brittiska och allierade trupper tog en mer offensiv ställning mot talibanerna. Ett flertal operationer sattes igång, bland annat "Operation Silicone" vid början av våren 2007. I Helmand dödade Nato och afghanska trupper den 12 maj 2007 Mullah Dadullah, en av talibanernas högsta befälhavare, tillsammans med 11 av hans män.
I april 2008, ockuperade 1 500 amerikanska soldater delar av Helmand-dalen och Farahprovinsen för att sätta upp baser för de afghanska polisstyrkorna.
I juli 2009 trängde 4 000 marinkårssoldater in i dalen i en operation kallad Operation Khanjar.

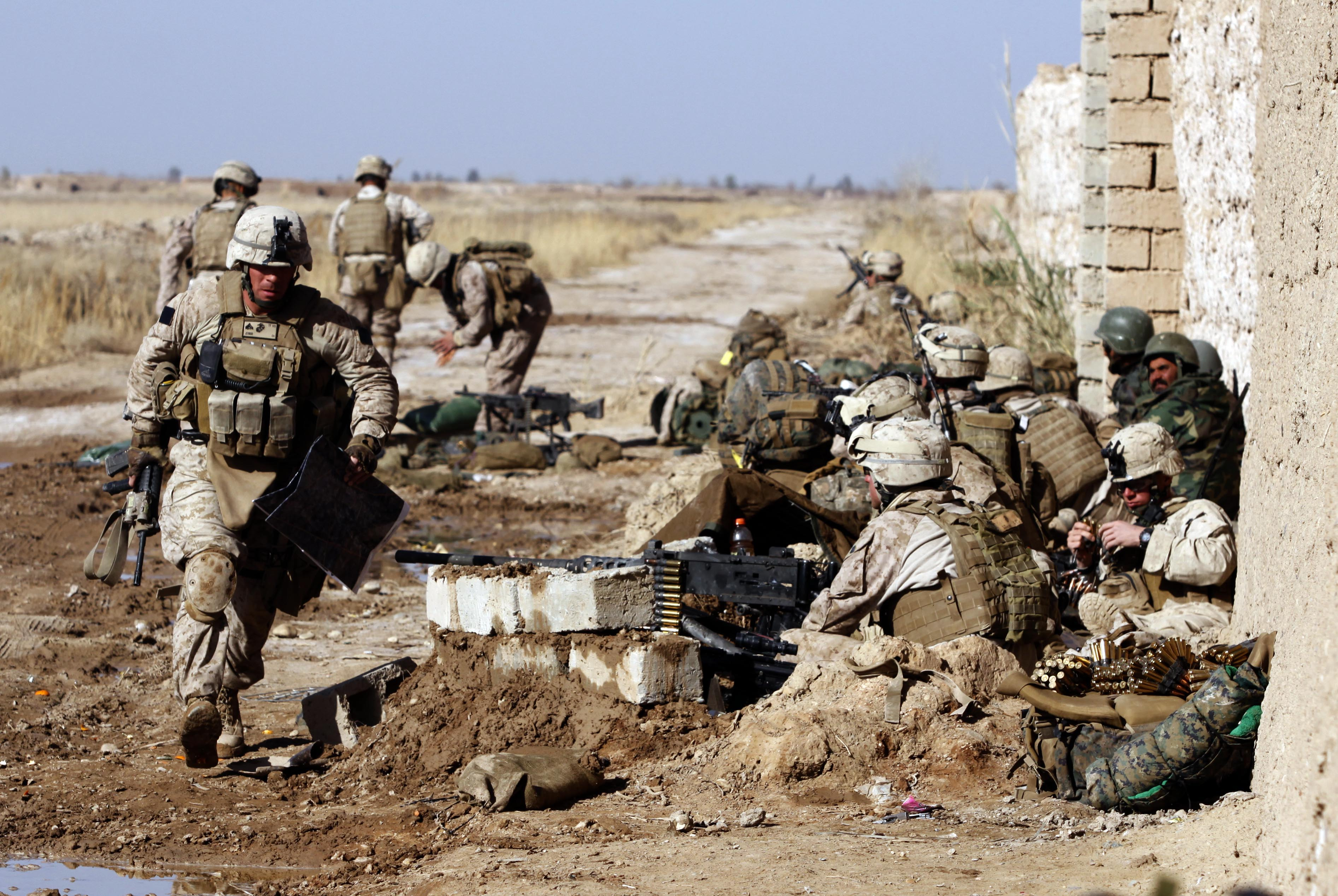
1:a bataljonen nära staden Marjah, under Operation Moshtarak

Operation Moshtarak är en ISAF-operation mot talibanerna som startade tidigt på morgonen den 13 februari 2010 med att amerikanska, brittiska och afghanska soldater sattes in med transporthelikoptrar omkring staden Marja. Omkring 15 000 soldater deltog i operationen, varav 2500 afghaner, 9000 amerikaner och 4000 britter.

## Gräns med Pakistan
Helmand gränsar söderut mot Baluchistan-provinsen i Pakistan, som talibanerna rapporterats använda som tränings- och uppbyggnadsområde. 

## Städer
- Lashkar Gah
- Sangin

## Distrikt

Helmands distrikt

- Baghran
- Dishu
- Garmsir
- Kajaki
- Lashkar Gah
- Marja
- Musa Qaleh
- Nad Ali
- Nahr-e Saraj
- Nawa-ye Barakzayi
- Naw Zad
- Reg-e Khan Neshin
- Sangin
- Washir